# Żwirowa
Żwirowa – dzielnica miasta Władysławowa, położona nad nieczynną żwirownią. Składającą się z 2 części (żwirowni), przedzielonymi ulicą Żwirową. W jednej z nich znajduje stadion miejski, natomiast w drugiej znajduje się jedyny w Polsce Ocean Park, w którym podziwiać można kilkadziesiąt ssaków morskich i oceanicznych. Główną atrakcją Ocean Parku jest płetwal błękitny, który ma 33,5 m. Dzielnica ma charakter turystyczny.
Miasto Władysławowo utworzyło jednostkę pomocniczą – dzielnica „Żwirowa”. Organem uchwałodawczym dzielnicy jest zebranie mieszkańców. Organem wykonawczym jest przewodniczący zarządu dzielnicy. Dodatkowo organem pomocniczym dla przewodniczącego jest zarząd dzielnicy, który łącznie z nim liczy od 4 do 7 członków. Przewodniczący i jego zarząd są wybierani przez wyborcze zebranie mieszkańców.
W 1994 r. jednostka obejmowała obszar miasta na zachód od torów kolejowych linii nr 213 do parku, wyznaczony ulicami: Droga Chłapowska, Ignacego Krasickiego, Młyńska, St. Przybyszewskiego, Władysława Reymonta, Rzemieślnicza, Kadm. W. Steyera, Kadm. Józefa Unruga, Wyzwolenia, Żwirowa, Żytnia, Mjr. Henryka Sucharskiego, Żeromskiego (lewa i prawa strona nr 2–22 i 1–27).